# Victor De Lille

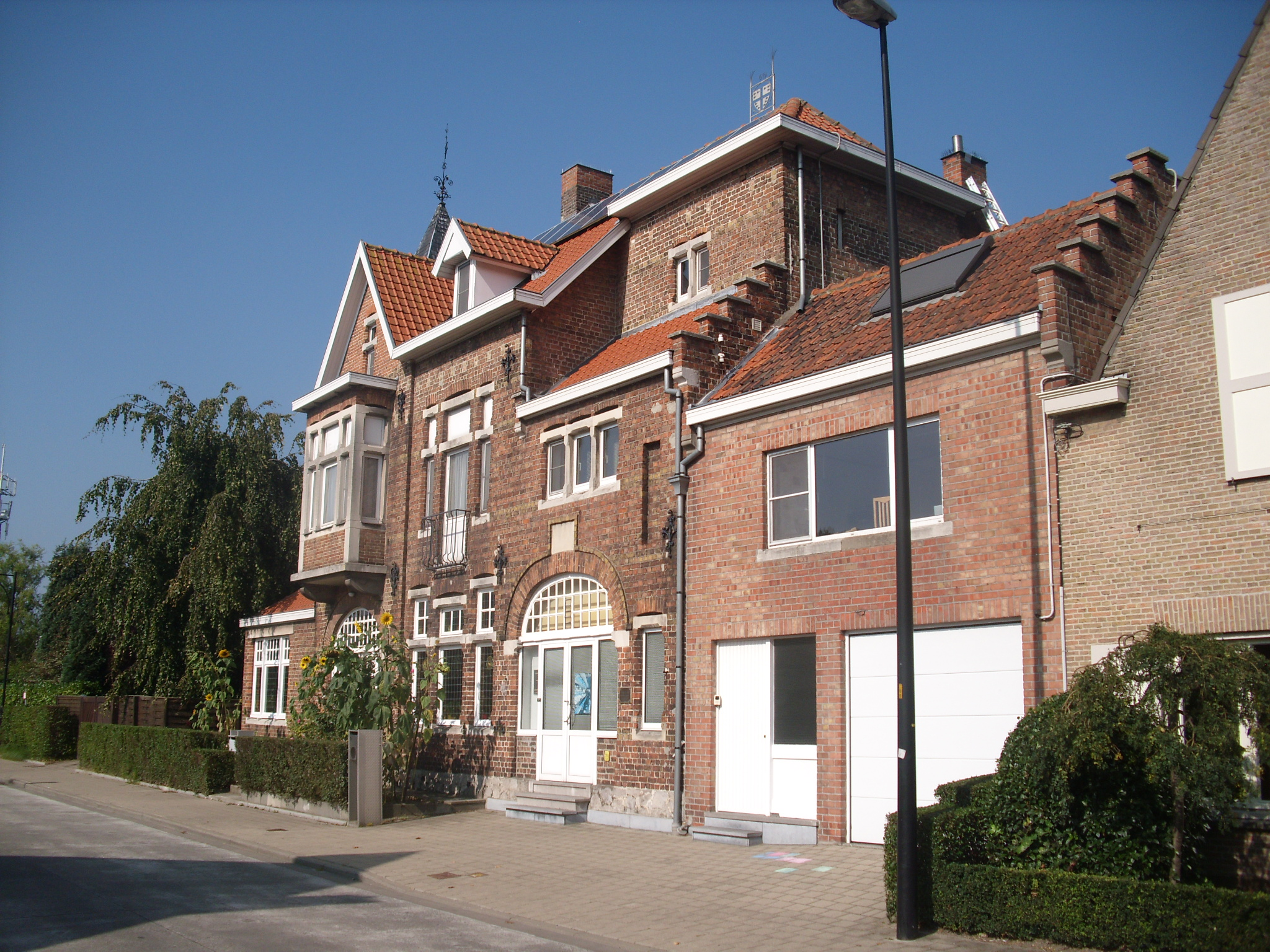
De Duimpjesvilla van De Lille nabij het Station van Maldegem.

Victor De Lille, ook wel: Victor Delille (Maldegem, 2 november 1863 - 15 juni 1940) was een Belgisch journalist, schrijver, politicus, drukker en uitgever te Maldegem.

## Bescheiden afkomst
Hij was een zoon van Carolus De Lille (1811-1869) en Maria Theresia Van den Bossche (1820-1901). Victor De Lille was een verre afstammeling van een van de twee broers die zich begin 17e eeuw in Maldegem vestigden. Die waren afkomstig uit de omgeving van Rijsel en kwamen naar Vlaanderen wegens politieke perikelen aldaar.
Victor De Lille was amper zes toen zijn vader overleed, waardoor het gezin het niet al te breed had. Toch kon Victor de klassieke humaniora volgen in het Sint-Vincentiuscollege te Eeklo. Tijdens die schooltijd schreef hij al zijn eerste boek De verwoesting der Abdij van Zoetendael in 1578.
In 1879 werd hij hulponderwijzer in Donk en in 1887 werd hij ontvanger van de gemeente Maldegem.

## Uitgever en drukker
Op 29 juli 1888 verscheen het eerste nummer van het weekblad 't Getrouwe Maldeghem, met een oplage van 275 exemplaren. Het blad groeide naar 3.000 exemplaren in 1894, en in 1903 had het een oplage van 10.000 exemplaren bereikt. Het laatste nummer verscheen op 3 september 1944. Met dit weekblad ijverde hij voor de Vlaamse Beweging. De Lille was een taalflamingant en ijverde voor de vernederlandsing van de Rijksuniversiteit Gent. Hij richtte daartoe het weekblad Onze Kop op, dat tussen 1910 en 1914 gepubliceerd werd. Ook sympathiseerde hij met de daensistische beweging en steunde hij het felle antisocialisme van Arthur Verhaegen.
In 1903 verhuisde Victor naar een nieuwe vestiging rechtover het station van Maldegem: de Duimpjesvilla zoals hij zijn woning noemde. Reeds in 1905 verhuisde hij opnieuw. In de Noordstraat kocht hij een kasteeltje uit 1525 dat hij volledig renoveerde en zijn definitieve vestiging werd. Door het wegvallen van concurrerende bladen en om aan de stijgende hoeveelheid opdrachten te kunnen voldoen, kocht hij in 1923 een rotatiepers.
Hij was in 1894 getrouwd met Octavie Marie De Zutter (1867-1940) uit Kanegem die hij had leren kennen naar aanleiding van een inzending van een dichtwedstrijd rond Karel Lodewijk Ledeganck. Naast de opvoeding van de negen kinderen was zij ook zijn rechterhand in de drukkerij en uitgeverij. Andere uitgaven waren Het Land van Rhode, een co-uitgave met de Gebroeders Schietse uit Oosterzele en het zondagsblad Het Kristen Vlaamsch Volk, uitgegeven door advocaat Emiel De Visschere in Brugge.
Verder was Victor als uitgever en drukker betrokken bij tal van publicaties binnen en buiten Maldegem, vooral met Vlaamse katholieke inslag. In 1914 werd De Lille door de Duitsers gevangengenomen en opgesloten in een kamp in Westfalen. In 1916 kwam hij vrij en werd uitgewezen naar Zwitserland. Hij profiteerde ervan om aan de universiteit van Genève een kandidatuur in de rechten te behalen.

## Duimpjes
Victor De Lille nam het initiatief voor het publiceren van goedkope boeken (vroegtijdige 'pockets'), onder de reeksnaam Duimpjesuitgaven. Onder de invloed van Stijn Streuvels werden de boekjes stilaan verzorgder. In deze reeks debuteerde Stijn Streuvels zelf met Lenteleven (1899, Duimpjesuitgave nr. 12) en verscheen ook zijn eerste geïllustreerde Reinaertbewerking (1909, Duimpjesuitgave nr. 72) met illustraties van Gustave van de Woestijne.

## Moorden van Beernem
Ruime bekendheid kreeg De Lille toen hij zich vastbeet in het mysterie van de Beernemse moorden. Met 't Getrouwe Maldegem probeerde De Lille de waarheid achter deze moorden te achterhalen en ervoor te zorgen dat de zaak niet in de doofpot belandde.
Bij de verkiezingen van 1929 kwam hij op met een onafhankelijke Vlaamsgezinde lijst. Hij kon zijn bekendheid verzilveren en werd verkozen tot lid van de Kamer van volksvertegenwoordigers voor het arrondissement Brugge, wat hij bleef tot in 1932. De Lille steunde in de Kamer de strijd tegen het militair akkoord tussen België en Frankrijk en pleitte voor amnestie voor activisten. Ook liet hij zich er opmerken als hevig koningsgezind. In de Kamer speelde hij echter geen noemenswaardige rol. Bij de verkiezingen van 1932 was hij lijstduwer van de Senaatslijst van de Vlaamsch Nationale Volkspartij in het arrondissement Gent-Eeklo. Hij raakte echter niet verkozen en leefde de laatste jaren van zijn leven teruggetrokken in zijn woning in Maldegem.
De Beernemse kwestie diende als basis voor het BRT-televisiefeuilleton De Bossen van Vlaanderen, uitgezonden in 1991. Het personage van Victor De Lille, in de serie Constant Reynaert genaamd, werd vertolkt door Jo De Meyere.
Ook zijn zonen Jozef (die Vlaams-nationalistisch volksvertegenwoordiger was van 1932 tot 1944), Eugeen, Gabriël en Leo (die Vlaams-nationalistisch senator was van 1939 tot 1945) waren in de politiek actief. Verscheidene onder hen werden na de Tweede Wereldoorlog veroordeeld wegens collaboratie. Hij had twee dochters, Maria en Honorina (1910-2009). Honorina woonde tot haar overlijden op het Kasteeltje in Maldegem.

## Publicaties
- In 't jaar één der socialisten, 1894
- Pieter Avesoete of hoe men socialisten kweekt in Vlaanderens dorpen, 1895
- De stem uit het woud, 1896
- Vertellingen, 1902
- Paus Pius X, 1905
- Moeders' deel, 1906